# Giro del Lazio 1987
Il Giro del Lazio 1987, cinquantatreesima edizione della corsa, si svolse il 19 settembre 1987 su un percorso di 240 km. La vittoria fu appannaggio dell'italiano Roberto Pagnin, che completò il percorso in 6h18'00", precedendo i connazionali Bruno Leali e Pierino Gavazzi.
Sul traguardo di Roma 46 ciclisti, su 150 partenti da Marino, portarono a termine la competizione.

## Ordine d'arrivo (Top 10)
| Pos. | Corridore          | Squadra           | Tempo    |
| ---- | ------------------ | ----------------- | -------- |
| 1    | Roberto Pagnin     | Gewiss-Bianchi    | 6h18'00" |
| 2    | Bruno Leali        | Carrera Jeans     | a 42"    |
| 3    | Pierino Gavazzi    | Remac-Fanini      | s.t.     |
| 4    | Gianni Bugno       | Atala-Ofmega      | s.t.     |
| 5    | Stefano Colagè     | Fibok-Müller      | s.t.     |
| 6    | Fabrizio Vannucci  | Selca-Thermomec   | s.t.     |
| 7    | Marino Amadori     | Ecoflam-BFB       | s.t.     |
| 8    | Jørgen Marcussen   | Pepsi Cola-Fanini | s.t.     |
| 9    | Maurizio Rossi     | Ecoflam-BFB       | s.t.     |
| 10   | Maurizio Fondriest | Ecoflam-BFB       | a 1'24"  |